# While You Were Out
While You Were Out è il terzo album di studio dei Soul Asylum, nonché loro terza uscita nel 1986.
È la prosecuzione del precedente lavoro Made to Be Broken, poiché i pezzi registrati nascono da un'unica sessione.
La canzone The Judge venne eseguita come cover dai The Wildhearts ed inserita nel loro album Stop Us If You've Heard This One Before Vol 1.

## Tracce
1. Freaks – 3:26
2. Carry On – 2:22
3. No Man's Land – 2:56
4. Crashing Down – 2:16
5. The Judge – 3:09
6. Sun Don't Shine – 2:45
7. Closer to the Stars – 2:51
8. Never Too Soon – 2:59
9. Miracle Mile – 2:17
10. Lap of Luxury – 1:53
11. Passing Sad Daydream – 6:13